# Noril'sk
Noril'sk (in russo Нори́льск?) è una città della Russia nel territorio di Krasnojarsk, nel circondario federale della Siberia settentrionale. Seconda città per popolazione a nord del circolo polare artico dopo Murmansk con 181 830 abitanti, è considerata uno dei luoghi più inquinati al mondo. Costruita negli anni '30 del XX secolo dai prigionieri di un vicino campo di Gulag, Norillag, si ritiene altresì che sia una delle città più fredde della Russia.

## Geografia fisica

### Clima
Il clima della città è di tipo subartico, con temperature invernali spesso sotto i -30 °C, anche se in estate il clima può diventare piuttosto mite e data la continentalità del luogo le temperature possono salire anche oltre i 30 °C.
La città è coperta dalla neve per circa 250 giorni all'anno, con tempeste di neve per circa 110-130 giorni. La notte polare inizia a partire dalla fine di novembre e fino a circa metà gennaio, così come in estate il Sole non tramonta mai da metà maggio a fine luglio. Noril'sk è la 4ª città più ventosa al mondo e questo porta a far percepire le temperature anche 10-15 gradi di meno. Al riguardo, gli abitanti della città sono soliti dire "Ovunque tu vada, il vento soffia sempre in faccia".

### Territorio

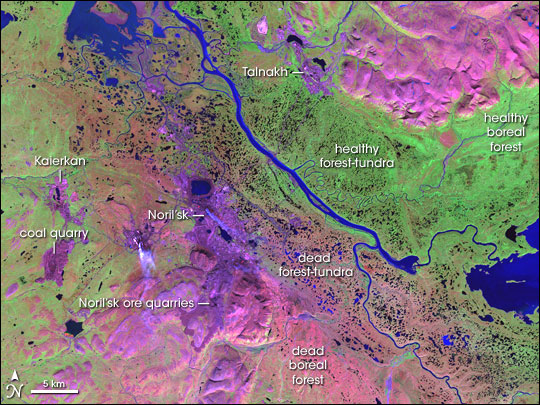
Immagine in falsi colori della zona di Noril'sk: ombre di rosa e violetto segnano la terra nuda; formazioni rocciose, città, miniere, e luoghi dove l'inquinamento ha rovinato la vegetazione. Verde vivace indica zone prevalentemente sane di foresta tundro-boreale. L'acqua è colorata in blu. Il fiume Noril'skaja taglia l'immagine e il terreno della foresta della tundra su entrambe le rive è crivellato di piccoli laghetti. Raggruppamenti di fumo bianco-blu (appena a sinistra del centro) arrivano dalle ciminiere più a est. I bassi venti in rosa cupo e sbiadito della città, così come il violetto intenso delle colline appena fuori Noril'sk, hanno danneggiato in maniera medio-alta la vegetazione. A nord-est del fiume l'ecosistema appare più in salute. Una grande miniera di carbone, una delle fonti energetiche della città, è visibile come una chiazza violetta a sud della città di Kajerkan. In totale circa 100.000 ettari di tundra e taiga sono stati distrutti.

Dal territorio della città provengono il 35% del palladio, il 25% di platino, il 20% di nichel ed il 10% del cobalto utilizzati nel mondo. Tutto questo ha fatto sì che la città sia stata, e sia ancora, una delle più inquinate della Terra.
È stato calcolato che l'1% delle emissioni globali di diossido di zolfo provengano da Noril'sk. In nessun posto al mondo esiste una concentrazione così elevata di anidride solforosa (SO2), espulso nell'atmosfera dalle fornaci in cui il nichel estratto dalle miniere viene separato ad alta temperatura dalle rocce in cui è mischiato ad altri minerali. Vengono inoltre disperse nell'aria tonnellate di metalli pesanti quali cadmio, piombo, arsenico, selenio e zinco. Ad esempio solo nel 2012 sono state emesse nell'atmosfera quasi 2 milioni di tonnellate di sostanze inquinanti.
I residenti lamentano difficoltà respiratorie causate dall'aria tossica che si respira nella città. Si ha un alto tasso di allergie, asma, malformazioni del sistema cardiovascolare, dell'apparato respiratorio e dell'apparato digerente e malattie del sangue. È stato stimato che tra i residenti di Noril'sk il cancro si sviluppi due volte con più probabilità rispetto alla media della Russia. Inoltre l'aspettativa di vita è di 10 anni inferiore alle altre regioni della nazione russa. Anche per questo, ai pensionati della città, viene data la possibilità di trasferirsi in zone più miti e meno inquinate della Russia.

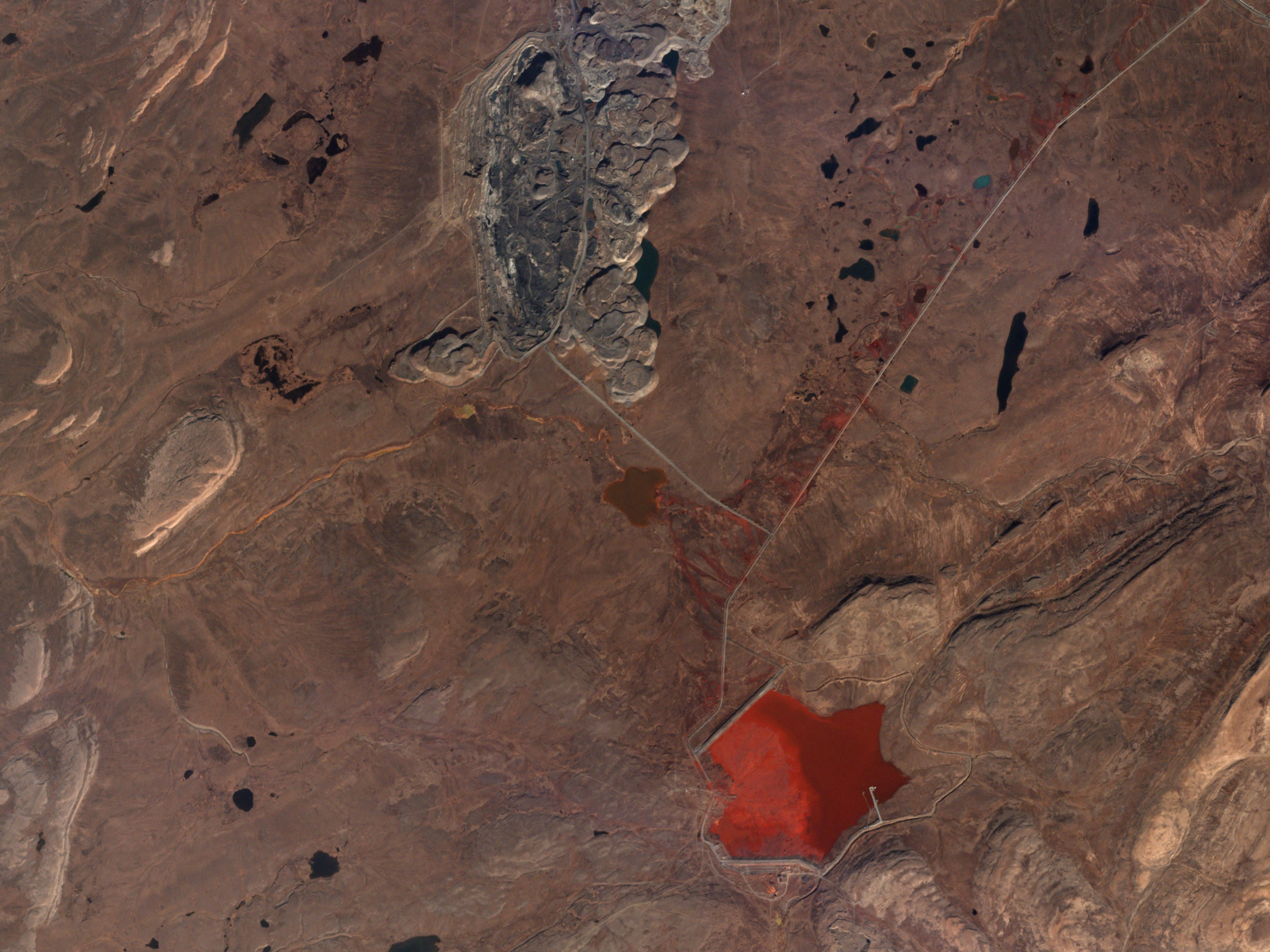
Immagine satellitare del fiume Daldykan e di una vasca dell'impianto di Nadežda del 10 settembre 2016, quando si sono tinti di rosso.

Nel 2012 la società russa Nornickel' ha iniziato un progetto ecologico unico nel quale investirà 2 miliardi di dollari e che dovrebbe garantire, in circa 10 anni, una qualità dell'aria entro gli standard europei. Il consorzio italiano che aveva vinto la gara ha dovuto creare una nuova tecnologia che, alla fine dei processi di lavorazione, permettesse di ottenere zolfo elementare che rispetto all'acido solforico è più inerte, meno pericoloso e più semplice da stoccare in speciali depositi costruiti sul permafrost. Inoltre è vendibile sul mercato. Successivamente la collaborazione con il consorzio è stata interrotta ma per la realizzazione di questo progetto ecologico la Nornickel' ha dichiarato di coinvolgere nuovi appaltatori. Nel 2018 il presidente della società ha confermato l'utilizzo di una tecnologia russa, che permette di abbattere in gran parte l'emissione di acido solforico e trasformare lo stesso per creare materiale da costruzione, per abbattere in gran parte l'inquinamento da emissioni entro il 2023.
Il 27 giugno 2016 il Governo russo e Nornickel' hanno chiuso gli impianti del nichel più obsoleti e vicini alla città, costruiti a partire dal 1942, per trasferirli nel più recente impianto metallurgico di Nadežda (12 km ad ovest di Noril'sk) in modo da favorire il ridimensionamento dell'inquinamento nell'area urbana.
Nell'estate del 2016, nei pressi della città, il fiume Daldykan si è tinto di rosso in più occasioni tanto da rischiare di inquinare anche il lago Pjasino ed il fiume omonimo, che sfocia nel Mare di Kara. Il colore rosso vivo del fiume è probabilmente dovuto al ferro ossidato contenuto nei rifiuti delle acque residue di una delle vasche, legate all'impianto di Nadežda, che è tracimata a causa di una alluvione. La multinazionale Nornickel', già accusata da Greenpeace di non permettere loro di fare dei controlli ambientali nella regione, ha ammesso il proprio coinvolgimento solo dopo averlo inizialmente negato ed è stata poi multata dalle autorità russe. Nel settembre 2016 la NASA Earth Observatory ha rivelato, tramite alcune immagini satellitari del territorio, che il fiume Daldykan si colora talvolta di rosso da almeno il 1997.
Il 3 luglio 2018 una pioggia rossa ha ricoperto tutta l'area circostante l'impianto metallurgico di Nadežda. Secondo Nornickel', il colore rosso della pioggia sarebbe stato causato da un forte vento che avrebbe portato con sé una gran quantità di polvere.
Il 29 maggio 2020 c’è stato un incidente in una centrale elettrica gestita dalla NTEK, una sussidiaria della Nornickel', nei pressi della città: una cisterna ha perso circa 20.000 tonnellate di gasolio, che si sono riversate nel fiume Ambarnaja colorandolo di rosso e arrivando a circa 12 chilometri dal luogo dell’incidente. In tutto, il gasolio avrebbe contaminato un’area di circa 350 chilometri quadrati. Secondo l'esperto del WWF Aleksej Knižnikov, si tratta del secondo più grave incidente del genere nella storia della Russia moderna, in termini di volume di sostanze tossiche fuoriuscite e il 3 giugno successivo Putin ha dichiarato lo stato di emergenza. La compagnia si è difesa sostenendo che "il sito, le cui fondamenta reggono da 30 anni, ha cominciato a sprofondare" perché le strutture sono costruite sul permafrost, minacciato dal riscaldamento globale.
Il 12 giugno successivo viene denunciato per negligenza il sindaco di Noril'sk, mentre la situazione peggiora: Il deflusso dell'Ambarnaja ha trasportato la parte della marea di petrolio che non si è riusciti a contenere verso la foce artica, dopo aver contaminato il lago Pjasino e poi il fiume Pjasina che sfocia nel Mare di Kara (Artico meridionale). L'authority ambientale russa Rosprirodnadzor ha stimato i danni subiti in circa 2 miliardi di dollari. La società NTEK ha fatto però sapere a sua volta di contestare l'ammontare dei danni ecologici causati dalla fuoriuscita di carburante.
È da tempo inoltre accertata la presenza di radiazioni nel territorio del Tajmyr, regione in cui si trova Noril'sk, a causa di alcune esplosioni nucleari sotterranee (almeno sei), avvenute per scopi pacifici per sondare sismicamente la crosta terrestre e studiare le aree che promettevano minerali inoltre alla fine del 2005, con la liquidazione di un ramo delle forze armate di Kajerkan, otto RTG sono stati gettati dai militari nella tundra. Secondo gli ambientalisti, costituivano un complesso energetico con una fonte radioisotopica totale di 170.000 curie.

## Storia

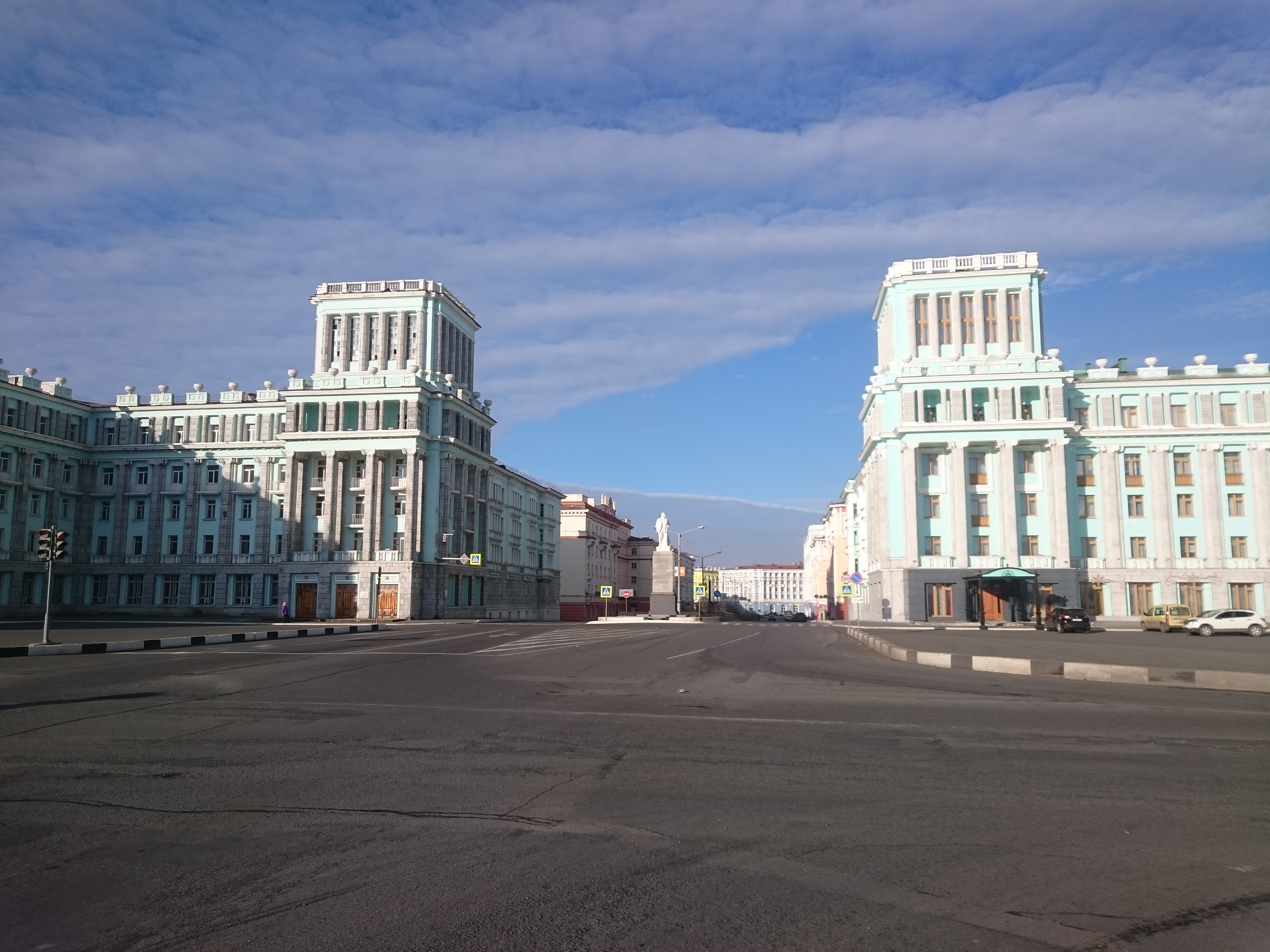
Piazza Ottobre

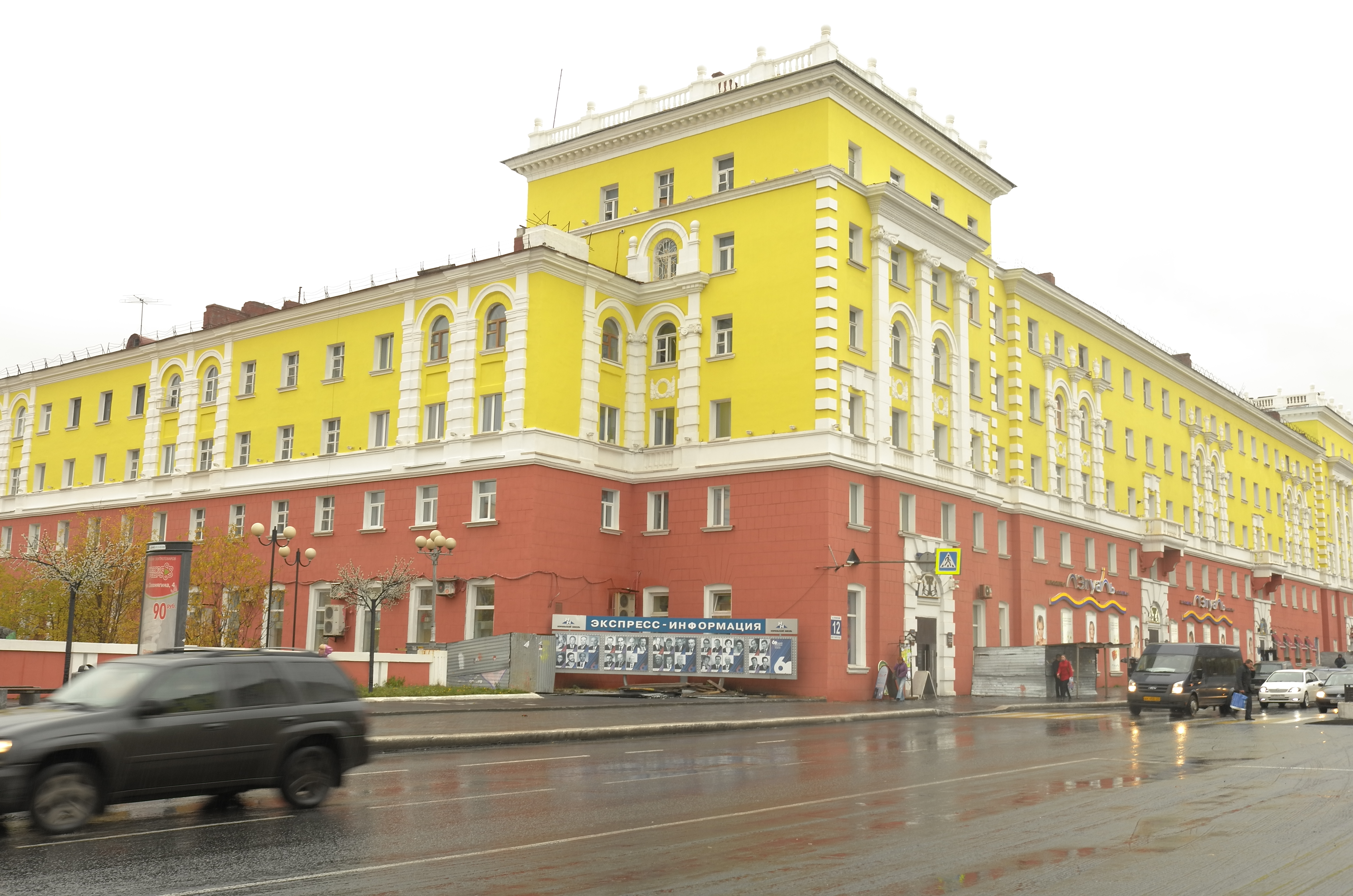
Prospettiva Lenin

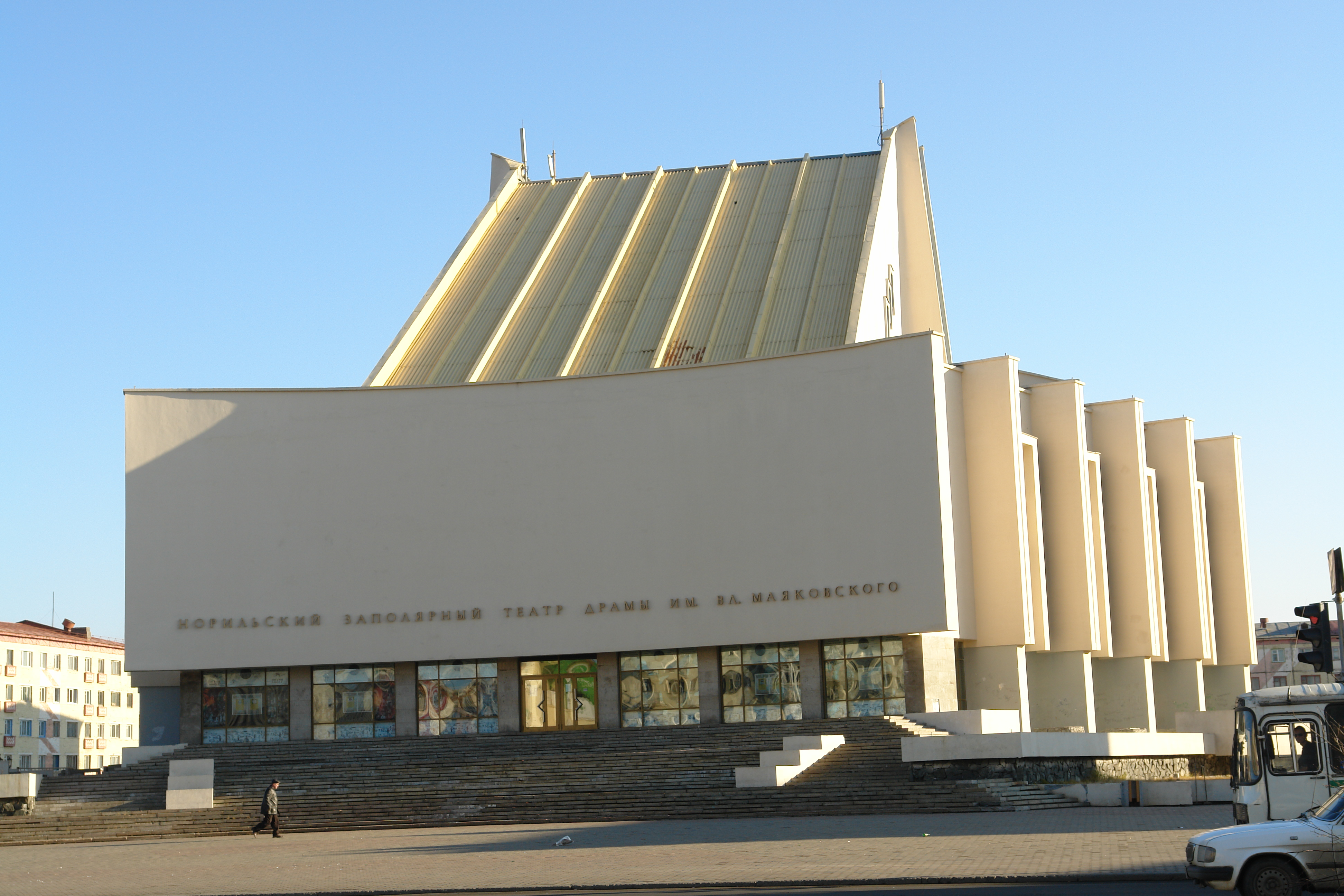
Il teatro della città, il più settentrionale del mondo.

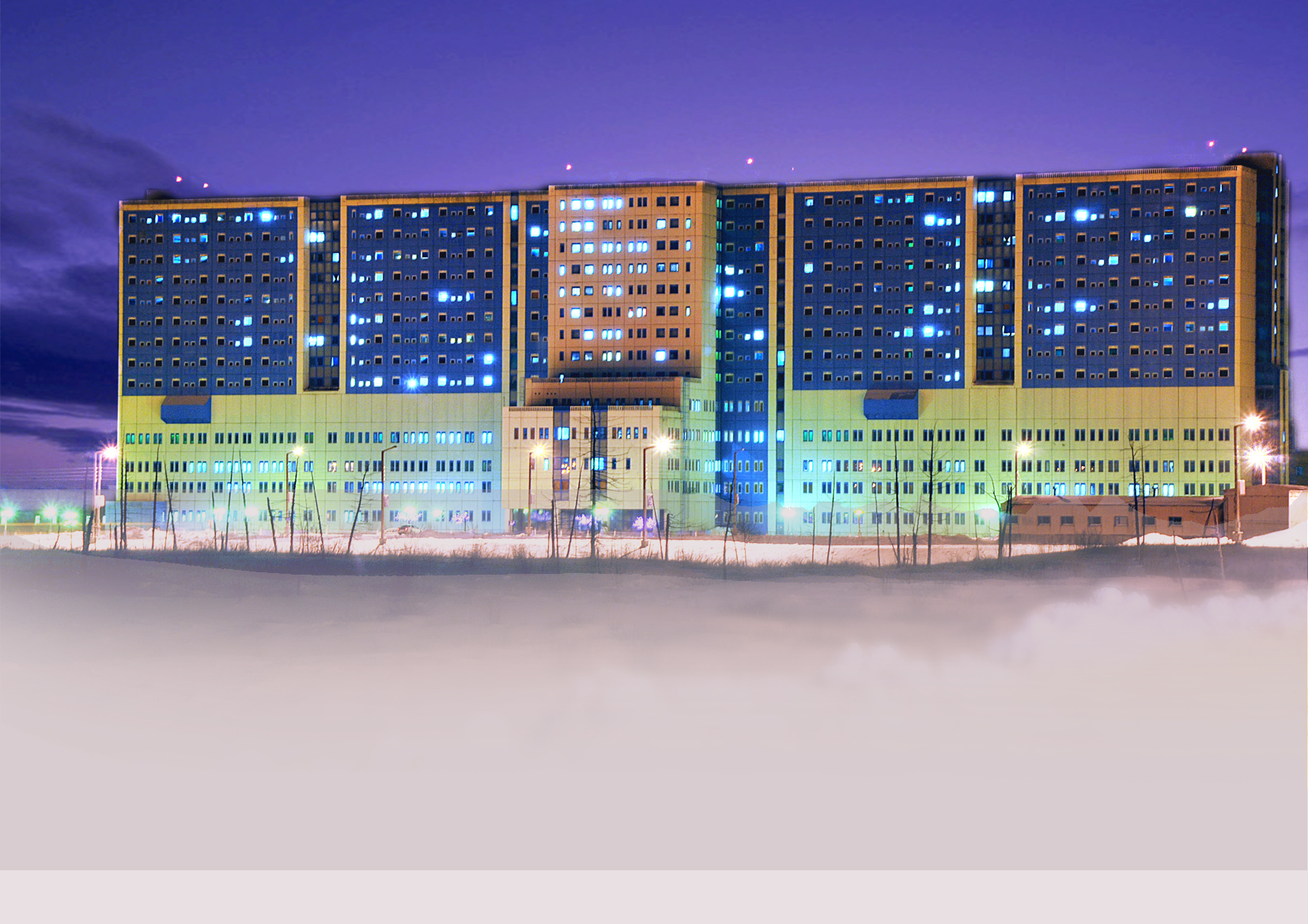
Il nuovo ospedale della città, situato ad Oganer, ad dal centro di Noril'sk.

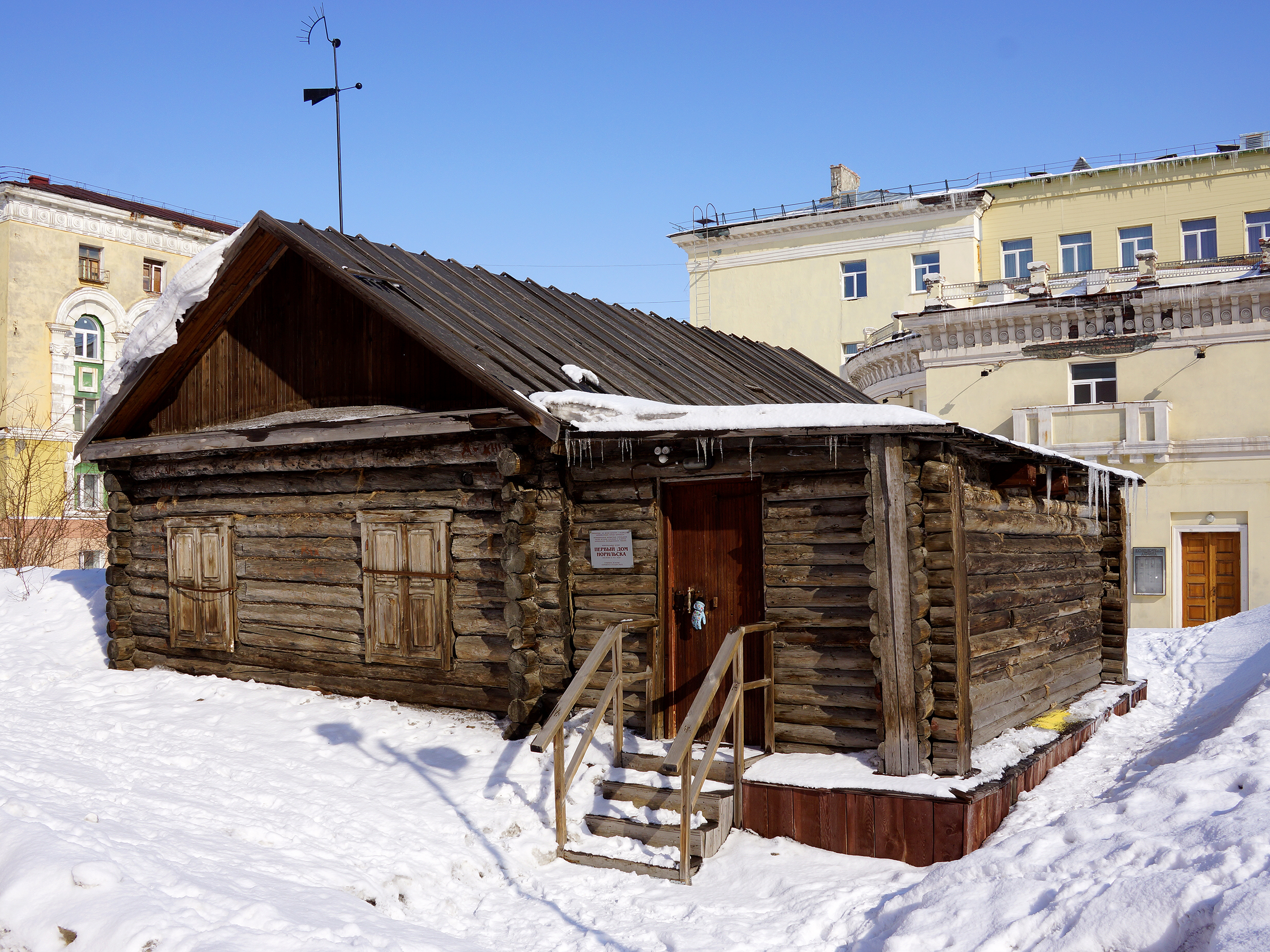
La "Prima Casa": è il primo edificio costruito a Noril'sk, nel 1921. Oggi è un piccolo museo.

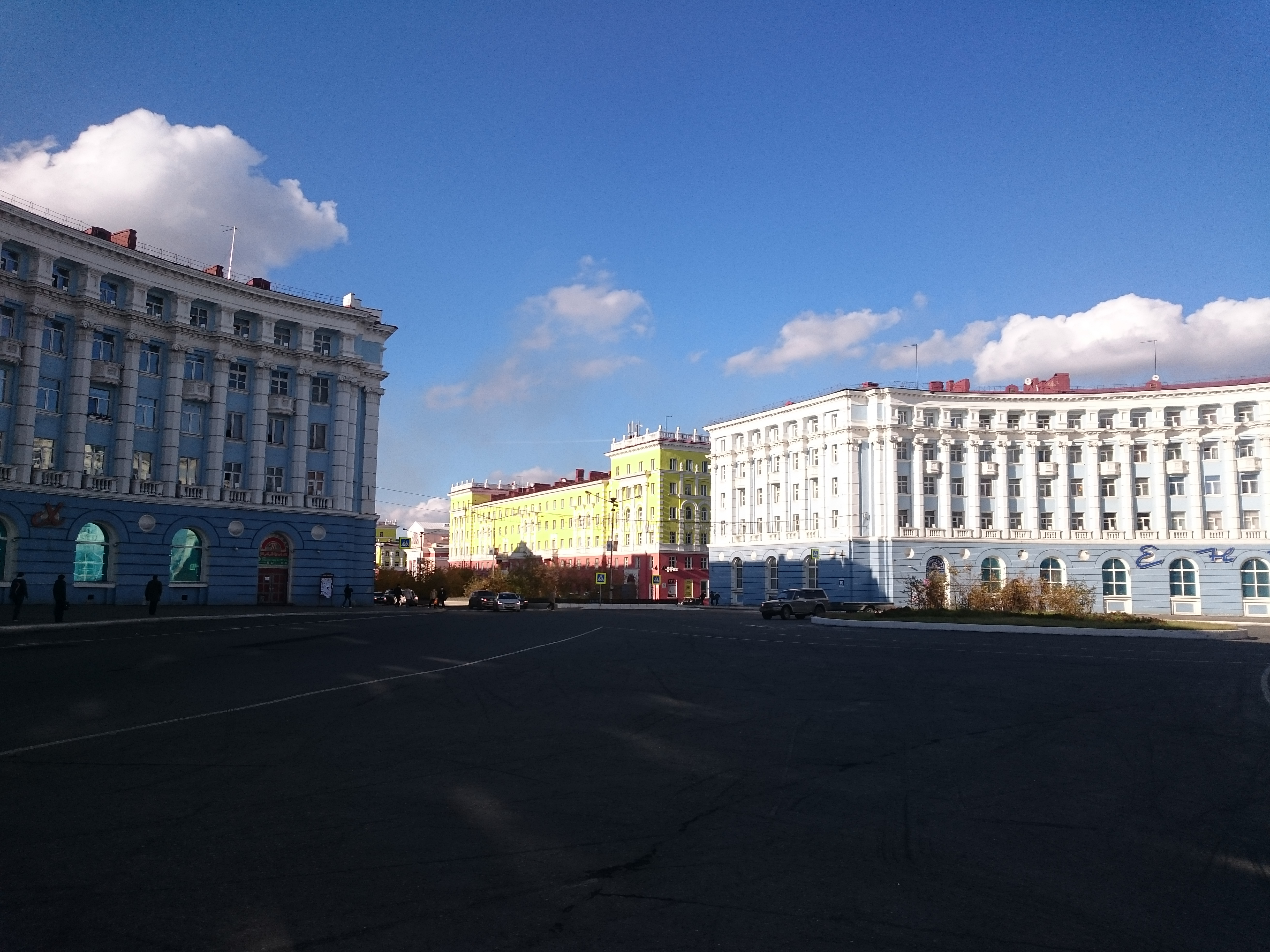
Piazza della Guardia.

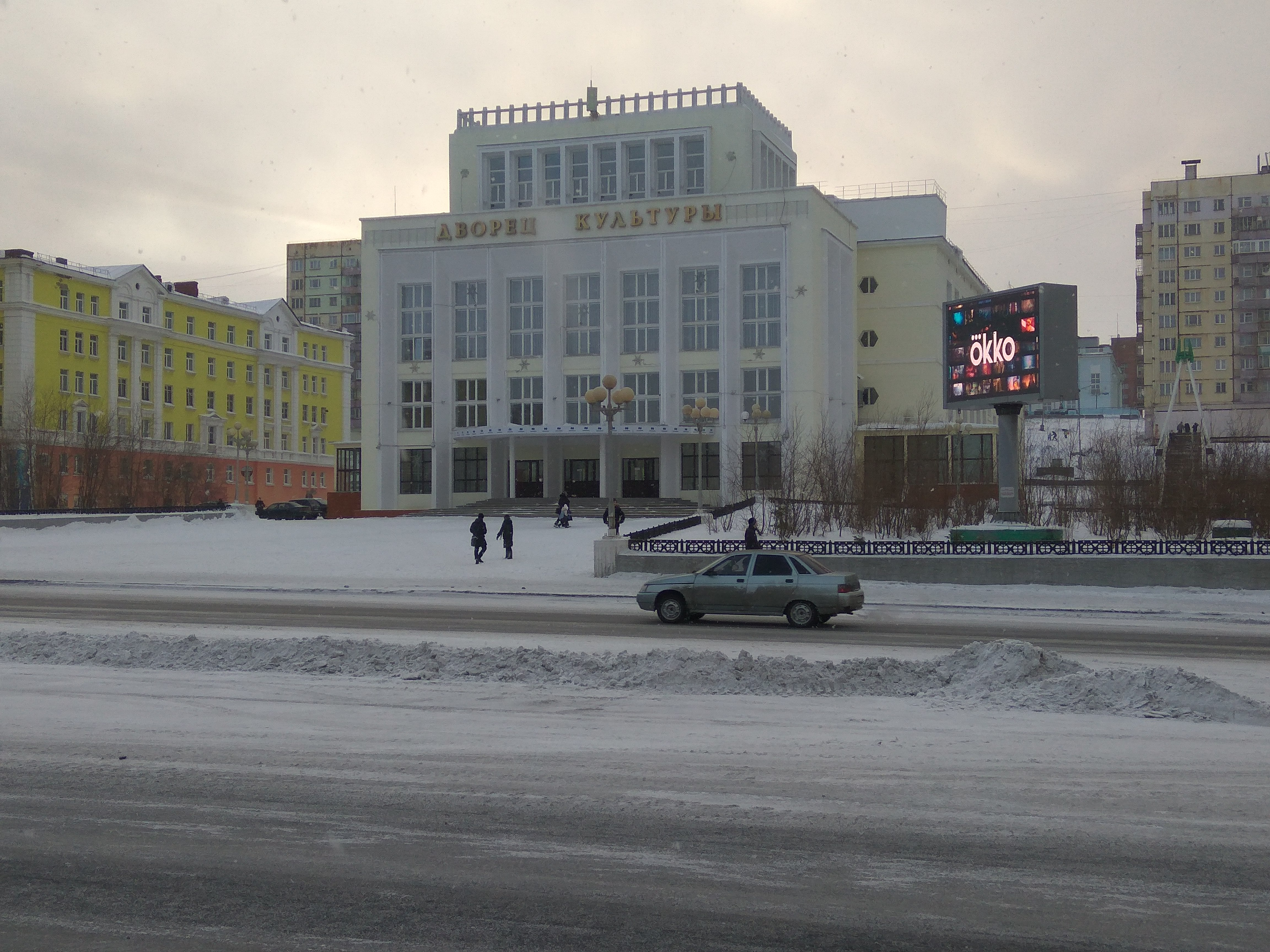
Il Palazzo della Cultura

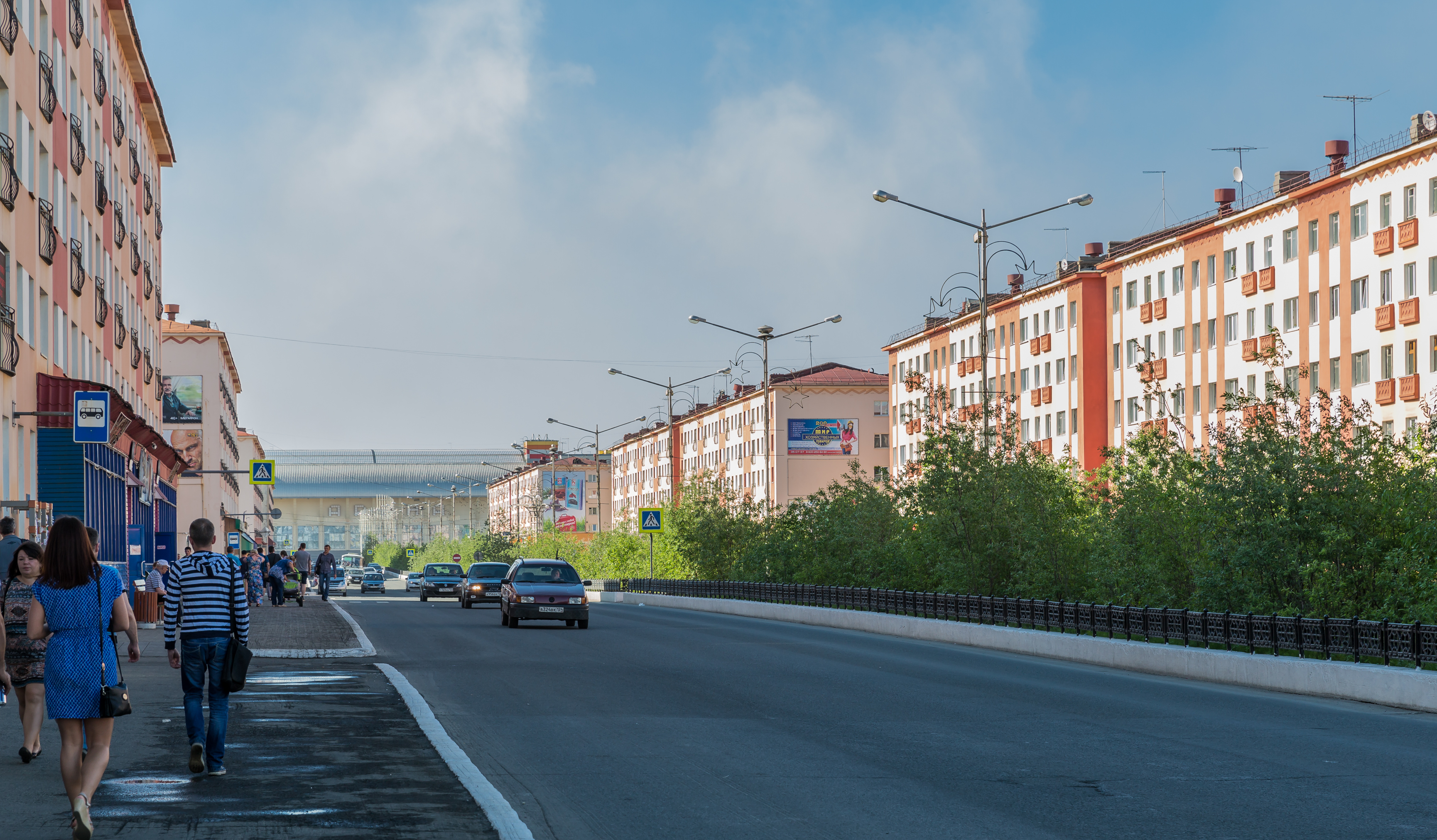
Prospettiva Lenin.

La storia di Noril'sk è strettamente intrecciata allo sfruttamento minerario: anche se i primi insediamenti risalgono al 1921, la città venne fondata nel 1935 attorno al campo di lavoro di Norillag (chiuso poi nel 1956) ed è diventata famosa nei decenni passati come la "città del nichel". Ancora al giorno d'oggi, la maggior impresa con sede in città è la compagnia mineraria Nornickel', che sfrutta l'immenso deposito di elementi chimici di Noril'sk-Talnach, il più grande del mondo per genere (con più di 3000 km di gallerie minerarie).
Dopo un decennio di apertura, in seguito al crollo dell'Unione Sovietica, Noril'sk è stata nuovamente decretata come città chiusa nel 2001 e dal 2012, pur non essendolo più ufficialmente, sono comunque in vigore norme restrittive di accesso. È vietato l'ingresso agli stranieri se non mediante un permesso speciale (ad esempio per giustificati motivi di lavoro o invito di residenti nella città) che viene rilasciato dal FSB. In passato era accessibile solo con uno speciale permesso anche agli stessi cittadini russi. Tra le motivazioni vi è la preziosità degli elementi estratti e lavorati nella città.

## Monumenti e luoghi d'interesse
La moschea della città, costruita nel 1998 ed appartenente alla comunità dei Tatari (o Tartari) locale, è considerata il luogo di culto musulmano più settentrionale del Mondo ed anche il teatro cittadino, il Polar Drama Theater, costruito nel 1954 è il più settentrionale della Terra.
Grazie alla presenza, nel gulag di Norillag, di importanti architetti fatti prigionieri dal governo comunista, Noril'sk possiede un centro storico in stile classico socialista, caratteristico del governo di Stalin.

## Società

### Evoluzione demografica
La città, come tantissime altre città russe, dal crollo dell'Unione sovietica, ha sofferto di un drammatico calo di popolazione. È passata da più di 180 000 abitanti negli anni intorno al 1980 ai 131.900 registrati al censimento 2005.
| 1939    | 1959    | 1962    | 1967    | 1970    | 1973    | 1976    |
| ------- | ------- | ------- | ------- | ------- | ------- | ------- |
| 14.000  | 118.000 | 117.000 | 129.000 | 135.000 | 150.000 | 167.000 |
| 1979    | 1982    | 1989    | 1992    | 1998    | 2005    | 2010    |
| 180.400 | 183.000 | 174.673 | 165.400 | 151.200 | 131.900 | 105.792 |

Dal 2005 sono state unite amministrativamente a Noril'sk le vicine cittadine di Talnach, Kajerkan, Valek, Oganer ed il più remoto villaggio di Snežnogorsk; creando un unico agglomerato totale di 209 000 abitanti (2007), che sono ancora scesi a 176.189 nel 2010 per poi risalire lievemente ed arrivare nel 2019 a 181 656 abitanti.
Siccome la città si trova in un territorio isolato della Siberia settentrionale, il resto della Russia è solitamente indicato con l'espressione "terraferma". Proprio per spostarsi sulla cosiddetta "terraferma", nonostante una media degli stipendi più alta di quella russa, la popolazione di Noril'sk si riduce ogni anno di diverse migliaia di persone.

## Infrastrutture e trasporti
La città è raggiungibile dalla parte europea della Russia con i voli di linea e charter per l'Aeroporto di Noril'sk-Alykel' (a 35 km a ovest della città) dove si basano e hanno i loro hub principali le compagnie aeree russe NordStar Airlines e Zapoljar'e Aviakompanija, inoltre all'Aeroporto Alykel' ha un hub secondario la russa Kavminvodyavia. La città è servita anche dall'Aeroporto di Noril'sk-Valek (aeroporto civile regionale a 9 km a nord est di Noril'sk) e da una ferrovia per Dudinka, la più settentrionale al mondo, distaccata dal resto della rete delle Ferrovie russe. Attualmente, la linea ferroviaria non è più utilizzata per il trasporto passeggeri.

## Galleria d'immagini

La sede rappresentativa della compagnia MMC Norilsk Nickel
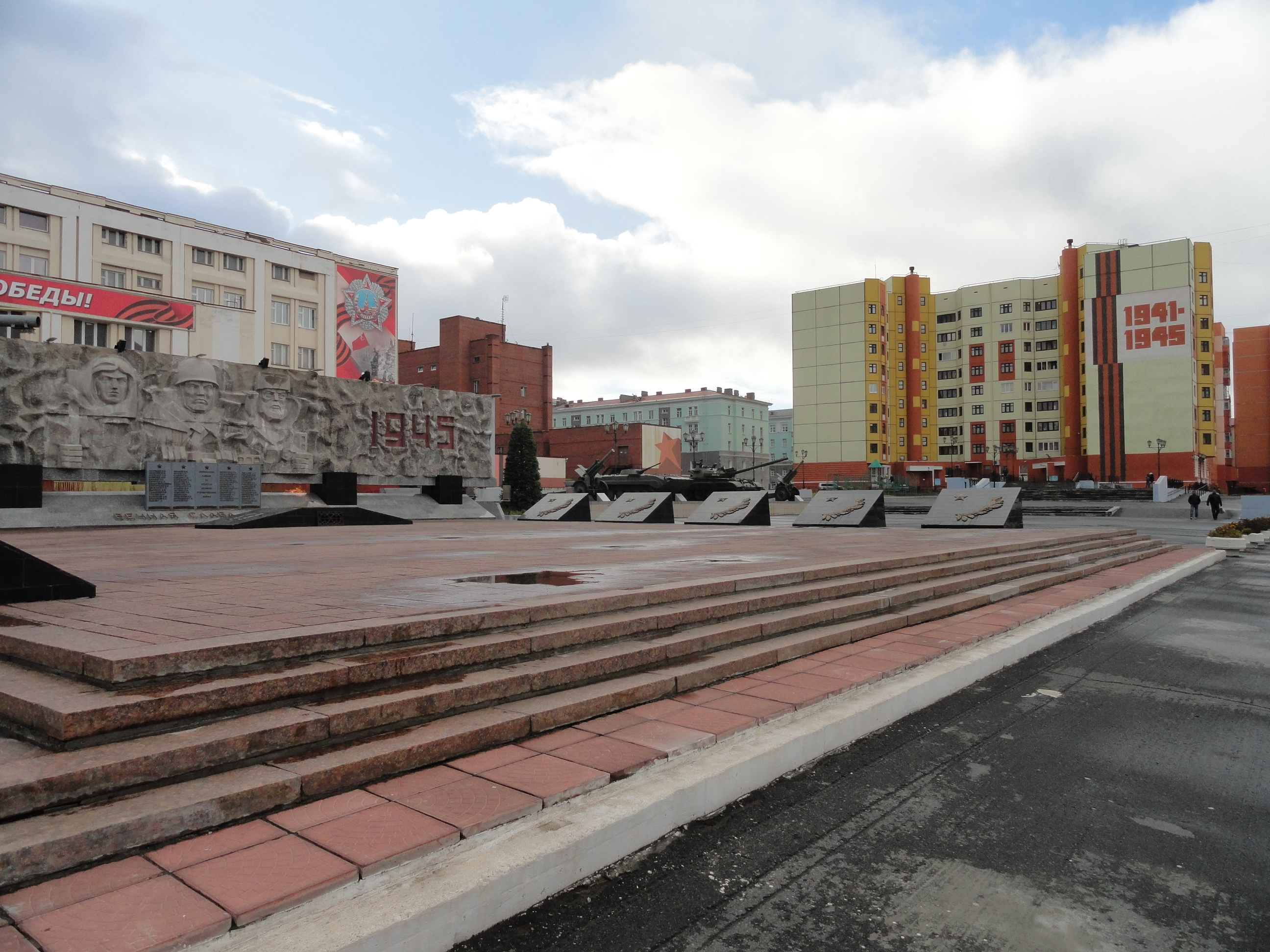
Piazza degli Eroi
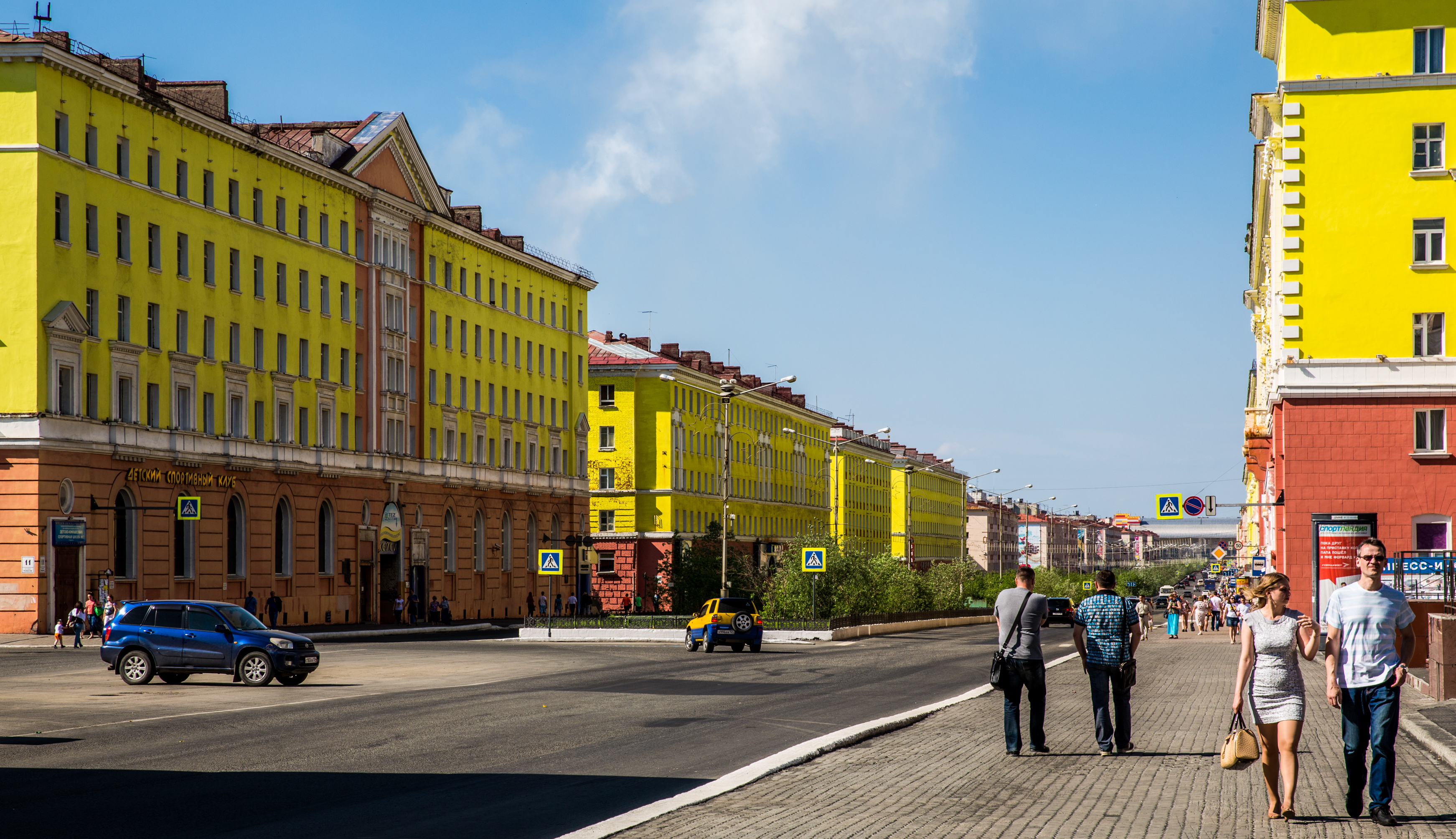
Prospettiva Lenin in estate
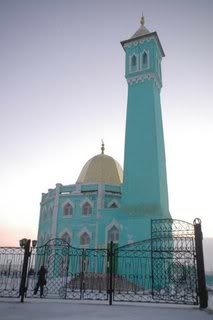
La moschea Nurd Kamal
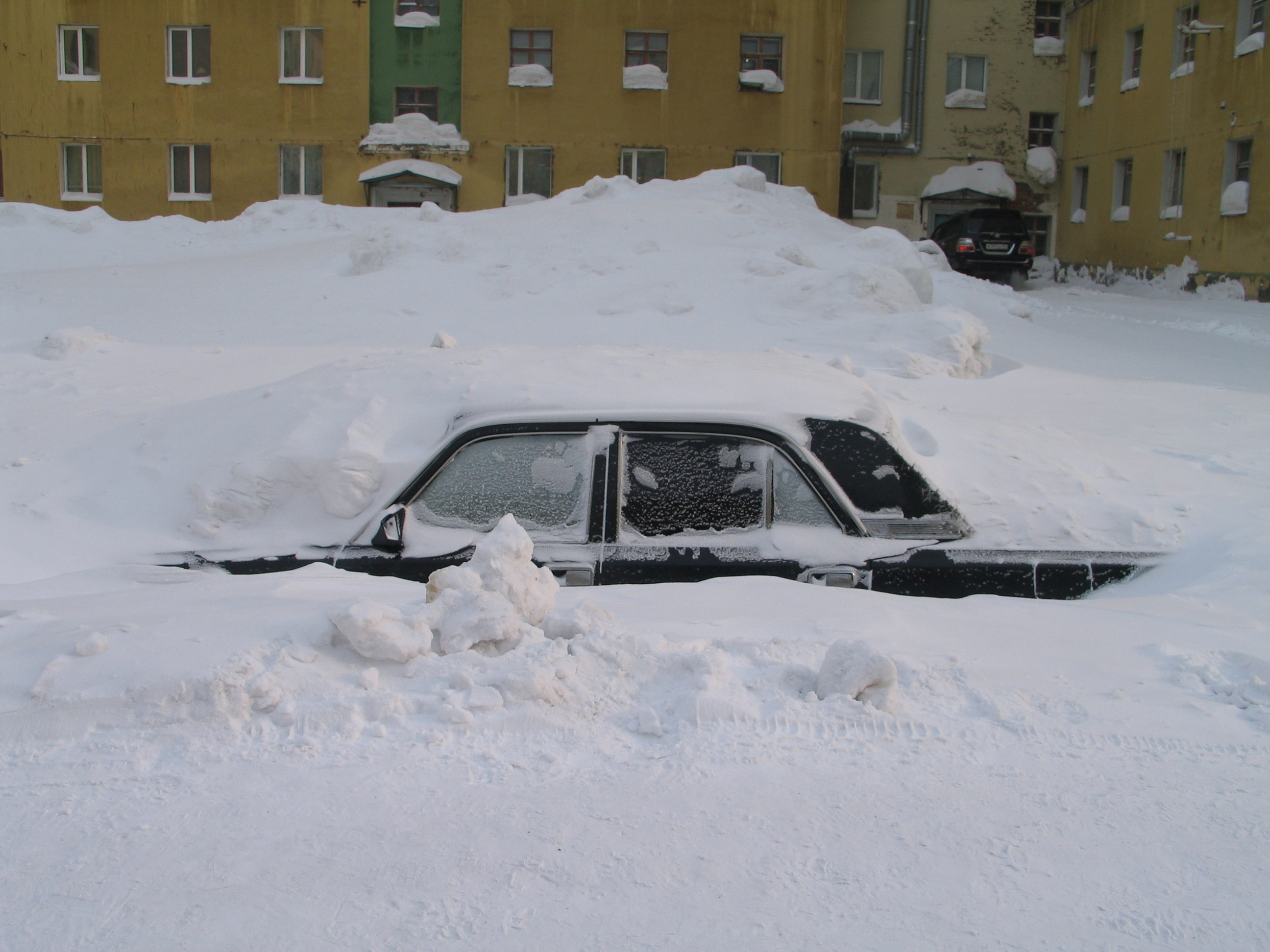
Automobile sepolta dalla neve
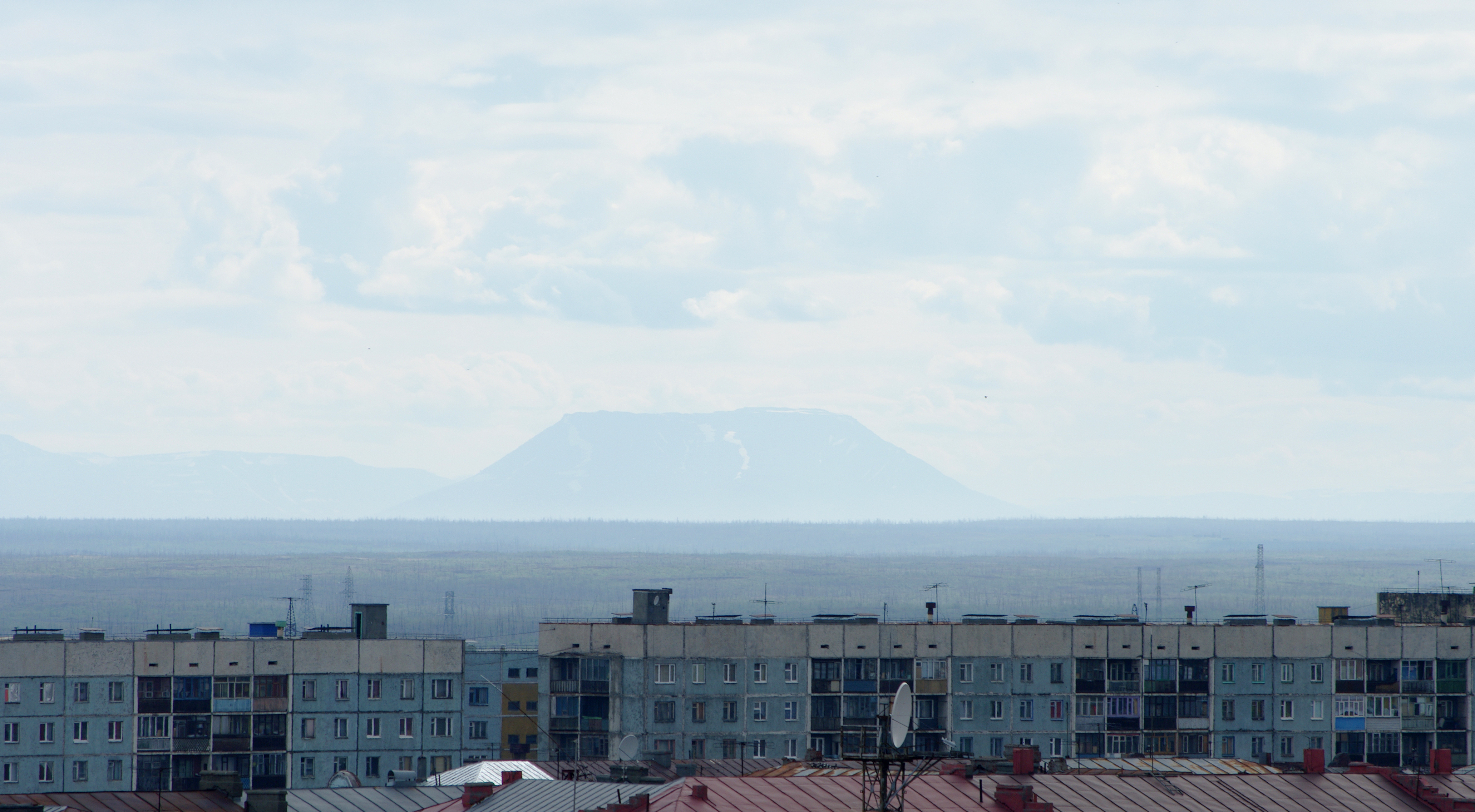
Quartiere residenziale della periferia della città, sullo sfondo i Monti Putorana
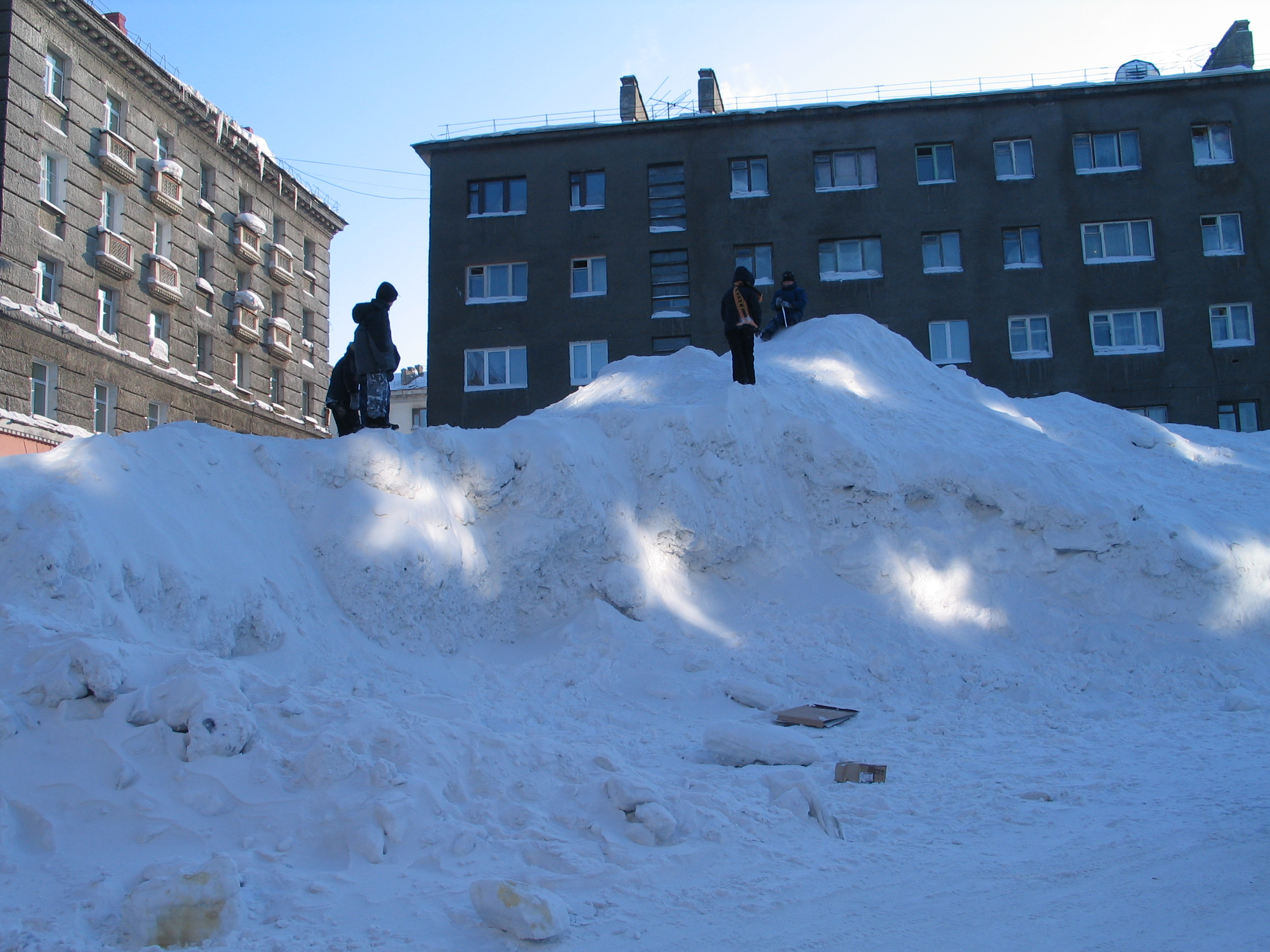
Cumuli di neve abbondanti nel mese di aprile 2008
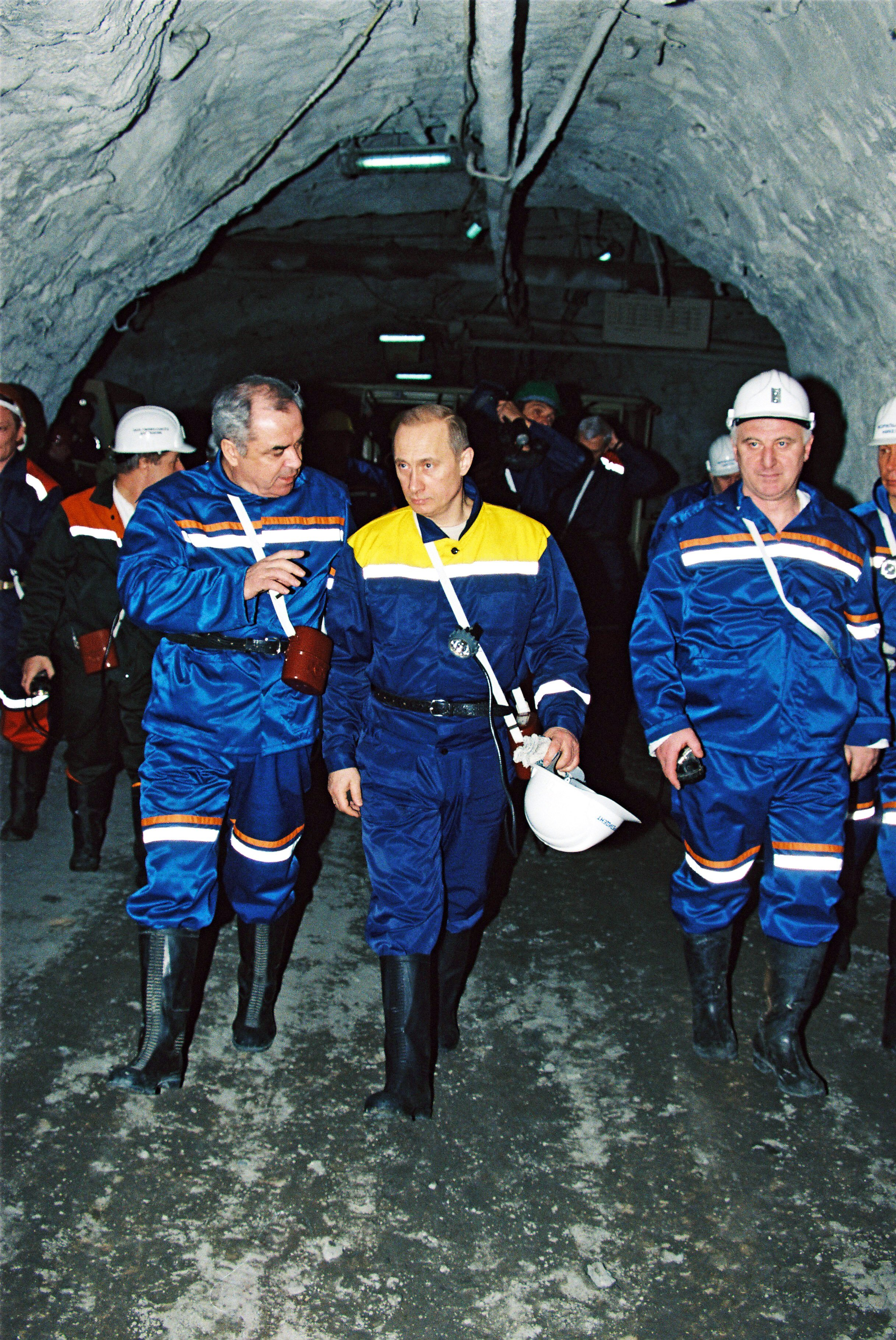
Vladimir Putin in visita nelle miniere locali nel 2002